# 웨더 리포트
웨더 리포트(Weather Report)는 1970년부터 1986년까지 활동한 미국의 재즈 퓨전 밴드이다. 이 밴드는 오스트리아의 키보드 연주자 조 자비눌, 미국의 색소폰 연주자 웨인 쇼터, 체코의 베이스 연주자 미로슬라프 비투우스가 창단하였다. 이 밴드의 수명에 있어서 다른 유명한 멤버로는 자코 파스토리우스, 알폰소 존슨, 빅터 베일리, 체스터 톰슨, 피터 어스킨, 아이르투 모레이라, 알렉스 아쿠냐 등이 있다. 대부분의 존재 동안 밴드는 자비눌, 쇼터, 베이스 기타리스트, 드러머, 그리고 타악기 연주자로 구성된 5인조였다.
밴드는 전위적이고 실험적인 전자적 성향을 가진 자유 즉흥 재즈 그룹으로 시작했다. 비투우스가 웨더 리포트를 떠났을 때, 자비눌은 점점 더 밴드를 R&B의 요소들과 전세계의 토종 음악들을 통합한 펑키하고 엣지 있는 사운드로 이끌었다. 자비눌은 신시사이저 기술의 최신 발전을 활용했고, 다양한 사운드와 톤 컬러를 활용해 밴드를 돋보이게 했다. 그들의 경력 전반기 동안, 웨더 리포트는 《다운 비트》 "최고의 앨범상"을 5회 연속 수상하면서 모던 재즈에서 결정적인 연주들 중의 하나로 여겨졌다.
웨더 리포트는 마하비시누 오케스트라, 리턴 투 포에버, 그리고 허비 행콕의 더 헤드헌터스과 함께 퓨전 시대의 결정적인 밴드 중 하나로 널리 여겨진다.

## 음악 스타일
16년 경력에 걸쳐 웨더 리포트는 재즈 (초기에는 "프리" 버라이어티)를 중심으로 음악의 다양한 영역을 탐험했지만, 또한 아트 음악, 민족 음악, R&B, 펑크, 록의 요소들을 통합했다. 그들의 작품은 재즈 퓨전으로 분류되었지만, 밴드 멤버들은 일반적으로 그 용어와는 거리를 두었다.
웨더 리포트는 처음부터 스트레이트 어헤드 재즈의 전통적인 "독주자/반주" 구분은 버리는 이례적인 방식을 취했고, 밴드 구성원 모두가 지속적인 즉흥연주를 할 수 있는 기회를 선보였다. 그 자리는 밴드의 일생 동안 한결같았다. 알폰소 존슨이 밴드에 합류한 시점부터, 개인 솔로들은 콘서트에서 더욱 두드러졌지만, 결코 집단적인 접근을 압도하는 것은 허용되지 않았다. 처음에 밴드의 음악은 즉흥적인 방법 (마일스 데이비스의 《Bitches Brew》 시기과 유사)을 특징으로 하였으나, 결국 더 홈 지향적인 접근법, 더 매력적인 작곡으로 전환되었다(1977년 히트 싱글 〈Birdland〉로 요약된다).

## 음반 목록
| 연도   | 음반                     |
| ------ | ------------------------ |
| 1971년 | Weather Report           |
| 1972년 | I Sing the Body Electric |
| 1973년 | Sweetnighter             |
| 1974년 | Mysterious Traveller     |
| 1975년 | Tale Spinnin'            |
| 1976년 | Black Market             |
| 1977년 | Heavy Weather            |
| 1978년 | Mr. Gone                 |
| 1980년 | Night Passage            |
| 1982년 | Weather Report           |
| 1983년 | Procession               |
| 1984년 | Domino Theory            |
| 1985년 | Sportin' Life            |
| 1986   | This Is This!            |